# 橡谷 (明尼蘇達州)
橡谷（Oakdale）是美國明尼蘇達州華盛頓郡的一個城市，也是聖保羅郊區的一個衛星城，位於雙子市都會區的東側。據2010年美國人口普查，橡谷有人口27,378人。按人口來看，橡谷是明尼蘇達州第32大城市。

## 外部連結
- Oakdale Dump EPA Factsheet Archive.today的存檔，存档日期2012-12-13
- Aerial Map of Oakdale Dump Sites